# Saint-Prix (Allier)
Saint-Prix ist eine französische Gemeinde mit 785 Einwohnern (Stand: 1. Januar 2022) im Département Allier in der Region Auvergne-Rhône-Alpes; sie gehört zum Arrondissement Vichy und zum Kanton Lapalisse.

## Geographie

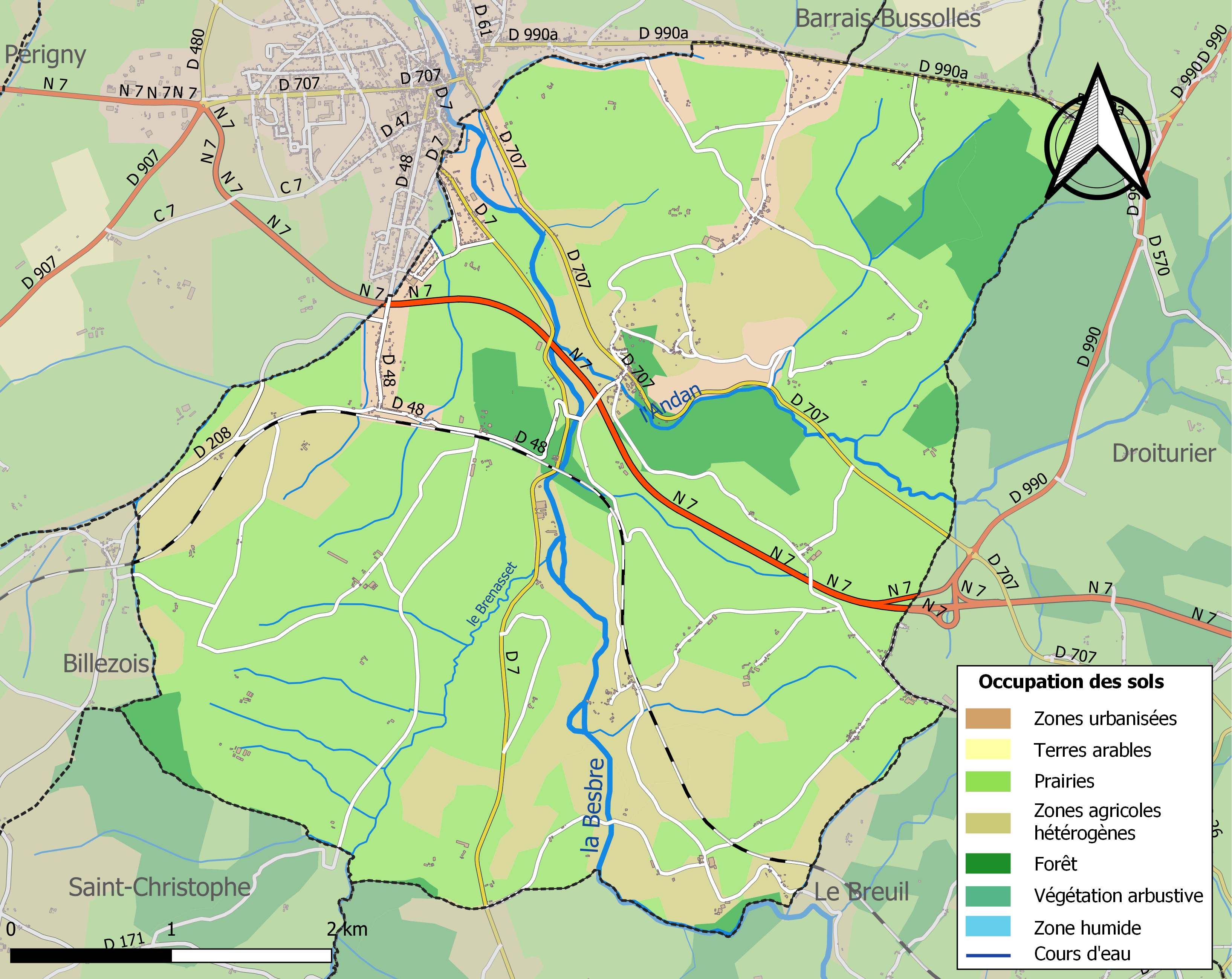
Flächennutzungskarte der Gemeinde Saint-Prix

Saint-Prix liegt in den nordwestlichen Ausläufern der Monts de la Madeleine-Berge, rund 19 Kilometer nordöstlich von Vichy und 31 Kilometer nordwestlich von Roanne. Nachbargemeinden von Saint-Prix sind Lapalisse im Norden und Westen, Barrais-Bussolles im Nordosten, Droiturier im Osten, Le Breuil im Süden und Südosten sowie Saint-Christophe und Billezois im Südwesten. Der Hauptort liegt am Bach Andan, der kurz darauf in die Besbre mündet.

## Bevölkerungsentwicklung
| Jahr                       | 1962 | 1968 | 1975 | 1982 | 1990 | 1999 | 2006 | 2001 | 2016 | 2019 |
| Einwohner                  | 825  | 830  | 797  | 837  | 840  | 809  | 806  | 786  | 789  | 803  |
| Quellen: Cassini und INSEE |      |      |      |      |      |      |      |      |      |      |

## Verkehr
Saint-Prix liegt an der Nationalstraße N 7, die die Bebauung heute westlich umgeht. Ursprünglich führte sie in Nord-Süd-Richtung durch den Ort, die alte Trasse trägt heute die Bezeichnung D 707. Diese Verbindung von Paris zur Côte d’Azur wurde ab 1933 als „Route bleue“ bezeichnet. In Saint-Prix beginnt zudem die Departementsstraße D 48, die in der Ortsmitte von der D 707 abzweigt. Weitere Departementsstraßen im Gemeindegebiet bzw. an dessen Rand sind die D 7, D 208 und D 990a.
Nächster Bahnhof ist Lapalisse–Saint-Prix an der zweigleisigen, nicht elektrifizierten Hauptbahn Moret-Veneux-les-Sablons–Lyon-Perrache, der von der Ortsmitte ca. zwei Kilometer entfernt an der D 48 liegt. Am 13. Juni 1857 wurde er von der Eisenbahngesellschaft Compagnie des chemins de fer de Paris à Lyon et à la Méditerranée (P.L.M.) eröffnet, die 1938 in der Staatsbahn SNCF aufging. Ende 2006 wurde er für den Personenverkehr geschlossen, seitdem passieren ihn sämtliche Züge ohne Halt.

## Sehenswürdigkeiten
- Kirche Saint-Priest aus dem 19. Jahrhundert
- Kapelle Notre-Dame-de-Beaulieu

Siehe auch: Liste der Monuments historiques in Saint-Prix (Allier)

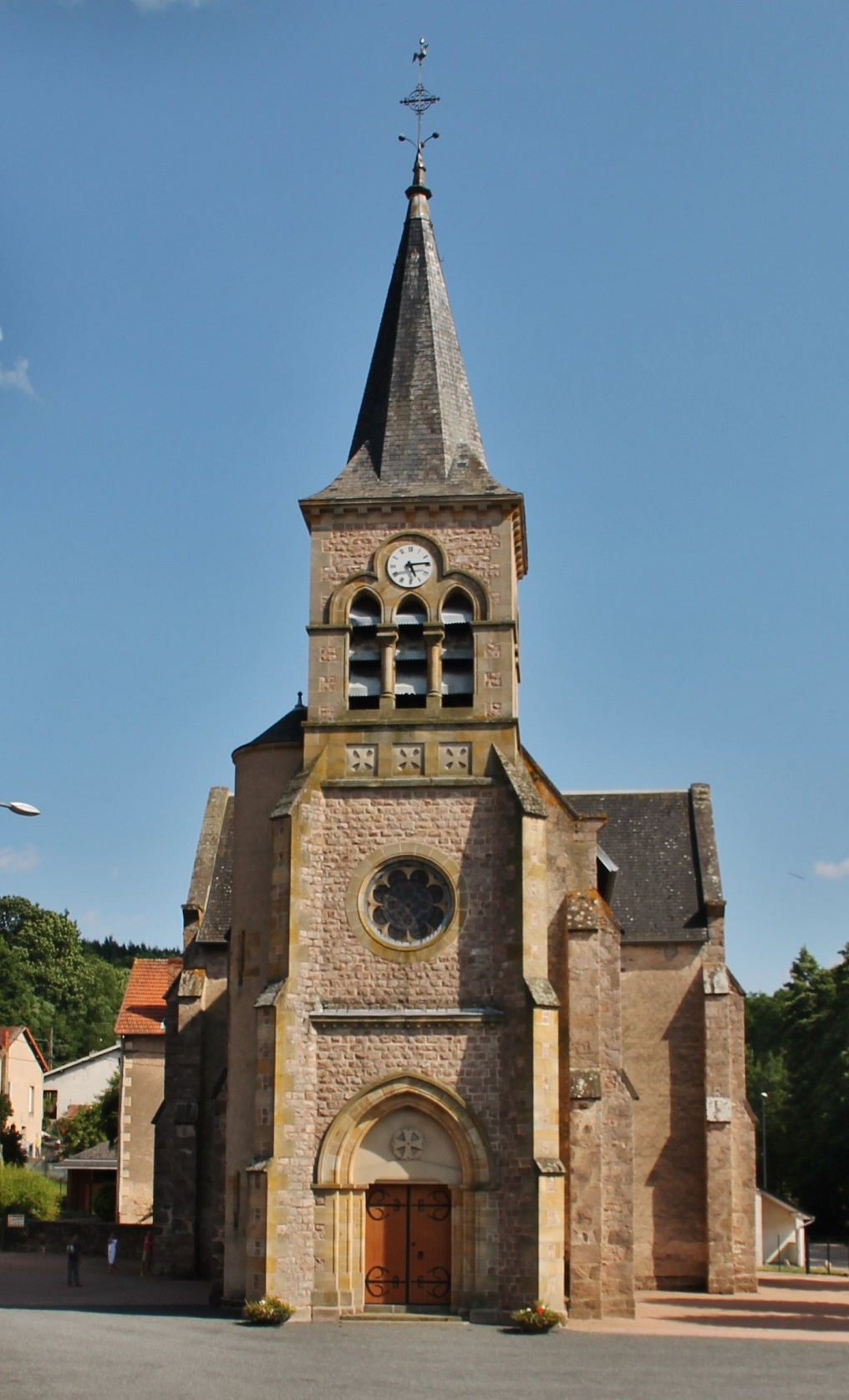
Kirche Saint-Priest
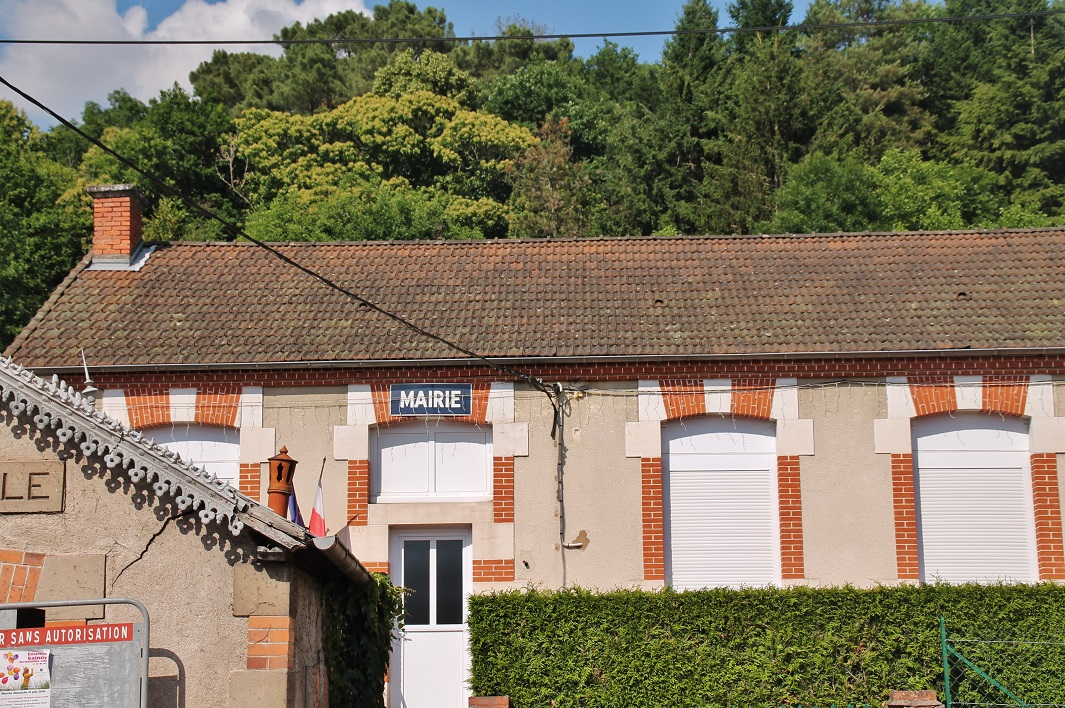
Mairie (Rathaus) von Saint-Prix
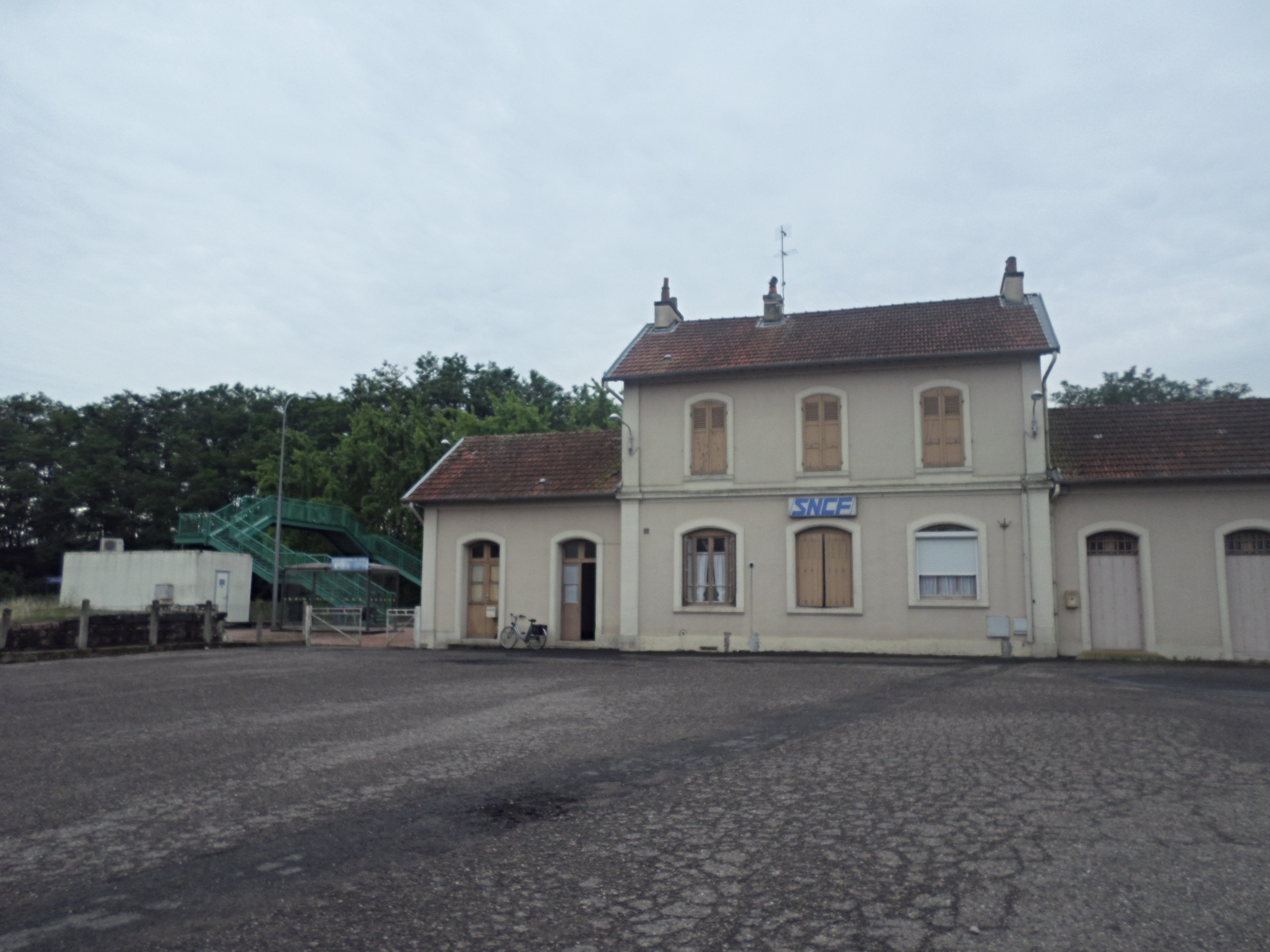
Bahnhof Lapalisse–Saint-Prix
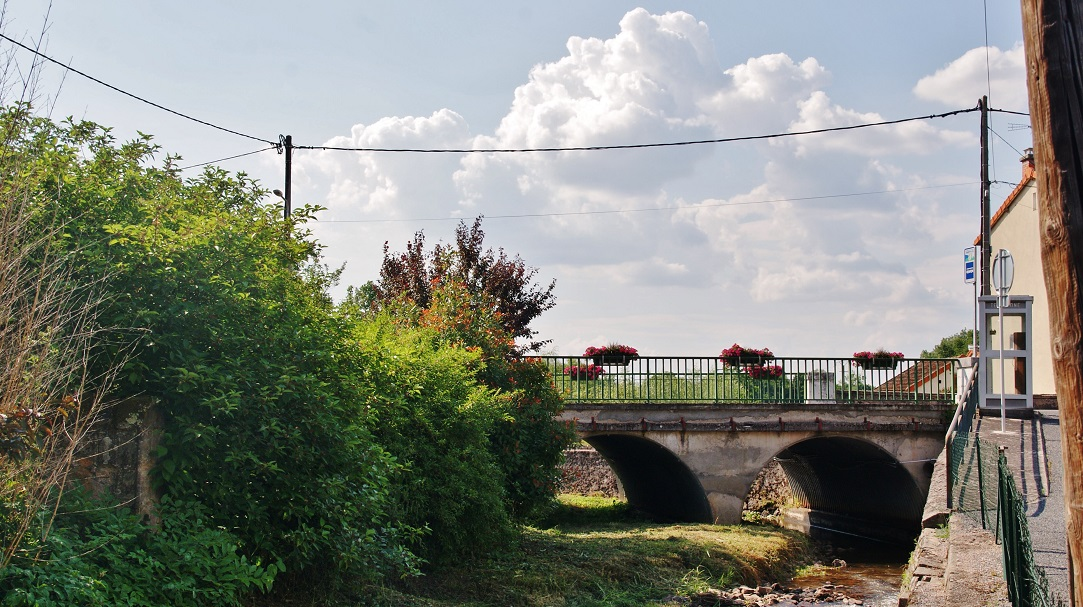
Brücke der D 48 über den Andan